# 60
60（六十、ろくじゅう、むそ、むそじ）は自然数、また整数において、59の次で61の前の数である。

## 性質
- 60は合成数であり、正の約数は1, 2, 3, 4, 5, 6, 10, 12, 15, 20, 30, 60である。
  - 約数の和は168。
  - 12番目の過剰数である。1つ前は56、次は66。
- 約数を12個もつ最小の数である。次は72。
  - 約数を n 個もつ最小の数とみたとき。1つ前の11個は1024、次の13個は4096。(オンライン整数列大辞典の数列 A005179)
- 9番目の高度合成数である。1つ前は48、次は120。
  - 60以上の高度合成数は、全て60の倍数である。
- 自分自身のすべての約数の積が自分自身の6乗になる最小の数である。1つ前の5乗は48、次の7乗は192。(オンライン整数列大辞典の数列 A003680)
- 約数の和の平均が整数になる3番目の数である。1つ前は56、次は96。
- 約数の積は46656000000。
  - 約数の積の値がそれ以前の数を上回る15番目の数である。1つ前は48、次は72。(オンライン整数列大辞典の数列 A034287)
- 1から6までの自然数の最小公倍数である。1つ前の5までも60、2つ前の4までは12、次の7までは420。(オンライン整数列大辞典の数列 A003418)
- 60 = 22 × 3 × 5
  - 3つの異なる素因数の積で p2 × q × r の形で表せる最小の数である。次は84。(オンライン整数列大辞典の数列 A085987)
- 60 = 3 × 4 × 5
  - 3連続整数の積で表せる数である。1つ前は24、次は120。
- 60 = 22 × (24 − 1)
  - n = 2 のときの 2n(2n+2 − 1) の値とみたとき1つ前は14、次は248。(オンライン整数列大辞典の数列 A171499)
- 60 = 41 × (42 − 1) = 43 − 41
  - n = 2 のときの 4n−1×(4n − 1) の値とみたとき1つ前は3、次は1008。(オンライン整数列大辞典の数列 A115490)
- 60 = 15 × 22
  - n = 2 のときの 15 × 2n の値とみたとき1つ前は30、次は120。(オンライン整数列大辞典の数列 A110286)
- 四つ子素数の和で表せる2番目の数である。1つ前は36、次は420。
60 = 11 + 13 + 17 + 19
- 1/60 = 0.016… (下線部は循環節で長さは1)
  - 逆数が循環小数になる数で循環節が1になる12番目の数である。1つ前は48、次は72。(オンライン整数列大辞典の数列 A070021)
- 25番目のハーシャッド数である。1つ前は54、次は63。
  - 6を基とする4番目のハーシャッド数である。1つ前は42、次は114。
- 異なる平方数の和で表せない31個の数の中で23番目の数である。1つ前は48、次は67。
- 各位の平方和が平方数になる17番目の数である。1つ前は50、次は68。(オンライン整数列大辞典の数列 A175396)
- 異なる2つの素数の和6通りで表せる最小の数である。次は66。(オンライン整数列大辞典の数列 A080862)
60 = 7 + 53 = 13 + 47 = 17 + 43 = 19 + 41 = 23 + 37 = 29 + 31
  - 異なる2つの素数の和 n 通りで表せる最小の数である。1つ前の5通りは48、次の7通りは78。(オンライン整数列大辞典の数列 A087747)
  - 2つの素数の和6通りで表せる最小の数である。次は66。(オンライン整数列大辞典の数列 A066722)
    - 2つの素数の和 n 通りで表せる最小の数である。1つ前の5通りは48、次の7通りは78。(オンライン整数列大辞典の数列 A023036)
- 60 = 360 ÷ 6
  - 角度の1/6周は60°である。また、正六角形の外角と中心角も60°である。
  - 正三角形の内角は60°である。
  - 正 n 角形において内角が度数法で整数になる最小の角度である。次は90°。(オンライン整数列大辞典の数列 A110546)
- 約数の和が60になる数は3個ある。(24, 38, 59) 約数の和3個で表せる4番目の数である。1つ前は48、次は84。
- 各位の和が6になる7番目の数である。1つ前は51、次は105。
- 連続してある数に対して約数の和を求めていった場合14個の数が60になる。60より小さい数で14個ある数はない。1つ前は24(10個)、次は120(15個)。いいかえると {\displaystyle \sigma ^{m}(n)=60~(m\geqq 1)} を満たす n が14個あるということである。(ただし σ は約数関数)(参照オンライン整数列大辞典の数列 A241954)

## その他 60 に関連すること
- 60 × 単位
  - 時間の単位で、1時間 = 60分、1分 = 60秒である。また角度の単位でも、1度 (°) = 60分 (′)、1分 = 60秒 (″) である。このように 60 を1単位として数えるものは自然界に数多く存在し、六十進法とも呼ばれる。
  - 60° = π/3（ラジアン）。これは 1/6 周であり、すなわち正六角形の中心角であり、すなわちその外角である。また、正三角形の内角である。
  - 60年祭を、英語で“diamond jubilee”という。また、結婚60周年の祝いをダイヤモンド婚式といい、特に西洋では、ダイヤモンドが60周年の記念品や形容詞とされることが多い。 日本では、60歳は干支の一周として、盛大に祝賀される。葬祭でも、死後60周年の法要（60周忌 = 61回忌）を行う例がある。
  - 日本国憲法第59条4項では「参議院が、衆議院の可決した法律案を受け取った後、国会休会中の期間を除いて60日以内に、議決しない時は、衆議院は、参議院がその法律案を否決したものとみなすことができる。」と規定している（みなし否決）。
  - 60メートル走は陸上競技種目の一つ。
- 60番目のもの
  - 年始から数えて60日目は3月1日、ただし閏年の場合は2月29日。
  - 原子番号 60 の元素はネオジム (Nd)。
  - 第60代天皇は醍醐天皇である。
  - 日本の第60代内閣総理大臣は池田勇人である。
  - 大相撲の第60代横綱は双羽黒光司である。
  - 第60代ローマ教皇はペラギウス1世（在位：556年～561年3月4日）である。
  - 易占の六十四卦で第60番目の卦は、水沢節。
  - クルアーンにおける第60番目のスーラは試問される女である。
  - M60 は系外銀河である。
- 60あるもの
  - 六十干支: 干支は十干と十二支の組み合わせで、60回で一周する。即ち、年毎では約2世代（60年）、月毎では5年（60ヶ月）、日毎では約2ヶ月（60日）で1周する。
  - 大相撲の番付で、幕下の枚数は現行制度では東西60枚ずつである。
- 言葉
  - 60 の接頭辞：sexaginti（拉）、hexaconta, hexeconta（希）
  - ラテン語では sexaginta（セクサーギンター）。
  - 60歳の別名：六十路（むそじ）、還暦、耳順（論語に由来）、下寿。
- 六十進法は、バビロニアで作り出された。（1時間 = 60分、1分 = 60秒）
- 六十は、十二進法では 50 、二十進法では 30 と表記される。このため、六十を「六倍の十」ではなく、「五倍の十二」や「三倍の二十」という言い方をする語彙がある。例として、英語における"five dozen"（五倍の十二）や"three score"（三倍の二十）など。
- カーボン60 (C60)
- 西日本旅客鉄道（JR西日本）阪和線の駅に、六十谷駅（むそたえき）という駅がある。
- 「60」の形式を持つ日本国有鉄道の鉄道車両。
  - 国鉄ED60形電気機関車
  - 国鉄EF60形電気機関車
  - 国鉄キハ60系気動車
- サンシャイン60：池袋駅東側にある大型ビル。展望台や水族館等がある。
- マツダ・CX-60：マツダが製造する普通車クラスのSUV。